# Ägyptischer Mauergecko
Der Ägyptische Mauergecko (Tarentola mindiae), auch als Qattara-Gecko bezeichnet, ist eine Gecko-Art aus der Gattung Tarentola. Der Artname ehrt die ägyptische Umweltschützerin Mindy Baha El Din (1958–2013).

## Merkmale
Der Ägyptische Mauergecko ist ein mittelgroßer und robust gebauter Gecko, der eine Kopf-Rumpf-Länge von 81 mm und eine Gesamtlänge von 14 cm erreicht. Der Rücken ist mit regelmäßigen Streifen aus vorragenden Tuberkeln bedeckt. Auf dem Schwanzrücken sind die Tuberkeln rund und stumpf. Die Tuberkeln besitzen starke Mittelkiele und viele Seitenkiele. Sie sind von Rosetten aus fünf bis acht mittelgroßen, hufeisenförmigen Schuppen umgeben. Seitlich werden die Tuberkeln durch zwei bis drei kleine Schuppen voneinander getrennt. Die Tuberkeln im Bereich des Schläfenbeins sind unklar und voneinander durch annähernd gleiche Schuppen getrennt. Es gibt eine Reihe von vergrößerten Schuppen hinter dem Kinn (Postmentalia), die drei bis fünf Mal größer sind als die Kehlplatten (Gularen). Die Zehen sind mäßig verbreitert. Die Unterseite der fünften Zehe ist durchschnittlich mit 16 Haftlamellen bedeckt. Das Rostralschild ist von den Nasenlöchern getrennt. Der Rücken ist hellbraun. Zwischen Hinterhauptbein und Kreuzbein verlaufen fünf bis sechs schwarze Streifen über den Rücken. Am Hals befinden sich zwei dunkle Linien, die fast parallel an der Schnauze von der Rostral- zur Interorbitalregion verlaufen. Am Oberkopf und an den Gliedmaßen befinden sich weitere unregelmäßige, dunkle Streifen und Marmorierungen. Der Bauch ist grauweiß, wobei jede Schuppe einen oder mehrere sehr kleine, dunkle Flecken aufweist. Die Iris ist ockerfarben.

## Verbreitung und Lebensraum
Der Ägyptische Mauergecko ist aus dem nordwestlichen Ägypten und dem nordöstlichen Libyen bekannt. Aus Libyen gibt es nur einen Nachweis aus dem Jahr 1932, als ein Exemplar in der Jialo-Oase aufgefunden wurde. Laut Sherif Baha El Din, der diese Art im Jahr 1997 beschrieben hatte, könnte es sich bei mehreren Exemplaren, die in der Kyrenaika gesammelt und als Tarentola mauritanica betrachtet wurden, um Vertreter von Tarentola mindiae handeln. In Ägypten kommt der Ägyptische Mauergecko in der Qattara-Senke sowie in der Oase Siwa und deren Umgebung vor. Er bewohnt bewachsene Flächen in ansonsten flachen und öden Stein- und Sandwüsten, in denen Temperaturen von 18 bis 30 °C vorherrschen. Mikrohabitate aus Rinde und Holz von Akazien und anderen Bäumen werden als Lebensraum bevorzugt.

## Lebensweise
Der Ägyptische Mauergecko ist dämmerungsaktiv. Seine Nahrung besteht unter anderem aus Grillen, Heimchen, Heuschrecken und Spinnen. Die Art ist eierlegend. 

## Status
Die IUCN klassifiziert diese Art als „ungefährdet“ (least concern). Obwohl gegenwärtig keine größeren Gefährdungen bekannt sind, ist sie potenziell anfällig für den Verlust des Lebensraums (insbesondere bei Siwa).